# Pseudipochira keyensis
Pseudipochira keyensis är en skalbaggsart som beskrevs av Stefan von Breuning 1961. Pseudipochira keyensis ingår i släktet Pseudipochira och familjen långhorningar. Inga underarter finns listade i Catalogue of Life.